# Leiocephalus macropus
Leiocephalus macropus (кубинська плямистобока ігуана-крутихвіст) — вид ігуаноподібних ящірок родини Leiocephalidae. Ендемік Куби.

## Підвиди
Виділяють одинадцять підвидів:
- Leiocephalus macropus macropus (Cope, 1863);
- Leiocephalus macropus aegialus Schwartz & Garrido, 1967;
- Leiocephalus macropus asbolomus Schwartz & Garrido, 1967;
- Leiocephalus macropus felinoi Garrido, 1979;
- Leiocephalus macropus hoplites Zug, 1959;
- Leiocephalus macropus hyacinthurus Zug, 1959;
- Leiocephalus macropus immaculatus Hardy, 1958;
- Leiocephalus macropus koopmani Zug, 1959;
- Leiocephalus macropus lenticulatus Garrido, 1973;
- Leiocephalus macropus phylax Schwartz & Garrido, 1967;
- Leiocephalus macropus torrei Garrido, 1979.

## Поширення і екологія
Кубинські плямистобокі ігуани-крутихвости поширені на Кубі та на сусідньому острові Ісла-де-ла-Хувентуд. Вони живуть в сухих і вологих тропічних лісах, сухих прибережних чагарниках, кокосових гаях і манграх, серед опалого листя, повалених дерев і каміння. Живляться рослинністю, членистоногими і молюсками. Відкладають яйця.